# Waris Choolthong
Waris Choolthong (thailändisch วาริส ชูทอง, * 8. Januar 2004 in Trang) ist ein thailändischer Fußballspieler.

## Karriere

### Verein
Waris Choolthong erlernte das Fußballspielen in der Schulmannschaft der Debsirin School in der thailändischen Hauptstadt Bangkok. Seinen ersten Profivertrag unterschrieb der Mittelfeldspieler im Dezember 2021 beim Raj-Pracha FC. Der Verein aus Bangkok spielte in der dritten thailändischen Liga. Hier trat er mit dem Klub in der Western Region an. Am Ende der Saison wurde er mit Raj-Pracha Vizemeister und stieg in die zweite Liga auf. Sein Zweitligadebüt gab Warris Choolthong am 27. März 2022 (29. Spieltag) im Auswärtsspiel gegen den Khon Kaen FC. Hier stand er in der Startelf und spielte die kompletten 90 Minuten. Khon Kaen gewann das Spiel durch ein Tor von Chakrit Rawanprakone mit 1:0. Für den Aufsteiger absolvierte er zwei Erstligaspiele. Nach der zweiten Wechselperiode wechselte er am 14. April 2022 zum BG Pathum United FC. Da er außerhalb der Transferperiode wechselte, wurde er bis Saisonende für die Thai League gesperrt. In der AFC Champions League konnte er teilnehmen. Zu Beginn der Saison 2022/23 wechselte der Abwehrspieler dann auf Leihbasis weiter zum Drittligisten Chanthaburi FC. Nach der Ausleihe kehrte er zu BG zurück. Am 16. Juni 2024 stand er mit BG im Finale des Thai League Cup. Hier gewann man durch ein Tor von Teerasil Dangda gegen Muangthong United mit 1:0.

### Nationalmannschaft
Im Februar 2022 spielte Waris Choolthong dreimal für die thailändischen U23-Nationalmannschaft bei der Südostasienmeisterschaft in Kambodscha und erreichte dort das Finale, welches man jedoch gegen Vietnam (0:1) verlor. Beim gleichen Wettbewerb trat er im folgenden Juli auch mit der U-19-Auswahl in Indonesien an und erreichte dort den vierten Platz. Am 9. September 2022 kam er dann erstmals im Testspiel gegen Hongkong (2:0) für die thailändische U-20 zum Einsatz.

## Erfolge
Raj-Pracha FC
- Thai League 3 – West: 2020/21 (Vizemeister)  ▲

BG Pathum United FC
- Thailändischer Ligapokalsieger: 2023/24